# Juan Gómez Martínez
Juan Pablo Gómez Martínez (Medellín, 18 de agosto de 1934) es un ingeniero eléctrico, académico, educador y político colombiano, miembro del Partido Conservador Colombiano.
Gómez fue alcalde el primer alcalde de Medellín elegido por voto popular entre 1988 y 1990, luego de la reforma constitucional de 1986; y nuevamente entre 1998 y 2001, así como segundo gobernador electo de Antioquia. Gómez estuvo en el ojo del huracán porque durante su gobierno se recrudeció la violencia en su ciudad por cuenta del Cartel de Medellín.
Entre 1994 y 1996 fue ministro de transporte del presidente Ernesto Samper Pizano, y luego embajador ante el Vaticano durante el segundo gobierno de Álvaro Uribe Vélez, y embajador en la ONU. Entre 2002 y 2006, Gómez llegó al Congreso como senador por su movimiento independiente al conservatismo, Fuerza Progresista del Coraje.
Gómez también ha destacado como empresario de medios de comunicación, siendo subdirector y luego director del diario local El Colombiano, de corte conservador. También ha sido profesor de la Universidad de Antioquia, regentando la cátedra de comunicación social y la facultad de ingeniería eléctrica en su alma mater, Universidad Pontificia Bolivariana.

## Biografía
Hijo del exministro y periodista conservador Fernando Gómez Martínez; estudió ingeniería eléctrica en la Universidad Pontificia Bolivariana. También hizo estudios en periodismo y en alta gerencia. Fue profesor universitario, tanto de ingeniería como de comunicación. 
Se vinculó posteriormente al Partido Conservador, siendo concejal de Medellín en los años 70 y luego senador de la República en el periodo 1974-1978 y 2002-2006; fue director del diario El Colombiano, propiedad de su familia.
Fue designado por el gobierno de Belisario Betancur en 1982 como Embajador ante la Asamblea de las Naciones Unidas.  
En 1988 es elegido alcalde de Medellín, convirtiéndose en el primero en llegar al cargo por voto popular, su periodo finalizó en 1990. En 1991 hizo parte de la Asamblea Nacional Constituyente, y en 1992 fue elegido Gobernador de Antioquia, también el primero en ser elegido por voto popular para este cargo. Luego de dejar la gobernación en septiembre de 1994 es nombrado ministro de Transporte y Obras Públicas, en el gobierno de Ernesto Samper. 
En 1998 es elegido por segunda vez como alcalde de Medellín, hasta finales de 2000. En 2002 es elegido senador, representando a su movimiento regional "Fuerza Progresista del Coraje", parte del Partido Conservador, y cuyo liderazgo compartía con Fabio Valencia Cossio. 
En 2006 rechaza presentarse a la reelección en el Senado, y es designado por el gobierno de Álvaro Uribe como Embajador ante la Santa Sede, cargo que desempeñó hasta 2010.